# Mario León Dorado
Mario Léon Dorado O.M.I. (n. Madrid, España, 16 de marzo de 1974) es un religioso católico y misionero español.
Es el actual Prefecto Apostólico del Sáhara Occidental.

## Biografía
Nacido en la ciudad de Madrid, el día 16 de marzo de 1974.
A medida que iba creciendo, tenía más claro que quería dedicar su vida a la labor misionera y llevó a cabo sus votos monásticos el 15 de septiembre de 1996 como miembro de la congregación de los Misioneros Oblatos de María Inmaculada (O.M.I.). 
Más tarde fue ordenado sacerdote el 2 de junio de 2001 y comenzó a ejercer su ministerio pastoral durante tres años en la provincia de Jaén, con el deseo de ser poder ser enviado en algún momento a ejercer en una región árabe.
Esto fue seguido de una visita que realizó a la zona del Sahara como estudiante.
Al terminar su ministerio pastoral en la Provincia de Jaén, fue trasladado a la Región del Sahara y empezó a aprender el idioma árabe, francés e inglés para poder servir mejor a sus feligreses.
Una vez que llegó allí a la zona fue llevado a dar un paseo con el entonces Prefecto del Sahara "Monseñor" Acacio Valbuena Rodríguez y este mismo le dijo: 

"Estos son sus feligreses, todos los musulmanes. Estar con ellos es lo que tienes que hacer".
Acacio Valbuena Rodríguez

El 24 de junio de 2013 Su Santidad el Papa Francisco le nombró Prefecto Apostólico del Sahara Occidental. En esta prefectura fue administrador desde 2009.
Tomó posesión oficial de este nuevo cargo el día 29 de septiembre, durante una celebración que tuvo lugar en la Catedral de San Francisco de Asís de El Aaiún.
Se ha convertido en el tercer prefecto en la historia de esta región apostólica, después de "Monseñor" Acacio Valbuena Rodríguez y "Moseñor" Félix Erviti Barcelona.
Mario León Dorado describió a los cristianos del Sahara Occidental como equivalentes a extranjeros, ya que había alrededor de unos 600 en una población total de cerca de 800.000 en el país. Él está a cargo de dos iglesias: la Catedral de El Aaiún y la Iglesia de Nuestra Señora del Carmen de Dajla, así como una capilla en el puerto de El Aaiún.